# Campeonato da NACAC de Atletismo Sub-23 de 2016
A 9ª edição do Campeonato da NACAC de Atletismo Sub-23 foi um campeonato de atletismo organizado pela NACAC no Estádio Jorge "Mágico" González, em San Salvador, em El Salvador, entre 15 a 17 de julho de 2016. O campeonato contou com a participação de 305 atletas de 28 nacionalidades distribuídos em 44 provas, com destaque para os Estados Unidos com 62 medalhas no total, sendo 25 de ouro. 

## Medalhistas
Resultados completos foram publicados.

### Masculino
| Evento                      | Ouro                                                                                   | Ouro       | Prata                                                                 | Prata      | Bronze                                                                         | Bronze     |
| --------------------------- | -------------------------------------------------------------------------------------- | ---------- | --------------------------------------------------------------------- | ---------- | ------------------------------------------------------------------------------ | ---------- |
| 100 metros                  | Kendal Williams (USA)                                                                  | 10.23      | Stanly del Carmen (DOM)                                               | 10.37      | Levi Cadogan (BAR)                                                             | 10.37      |
| 200 metros                  | Reynier Mena (CUB)                                                                     | 20.41      | Stanly del Carmen (DOM)                                               | 20.51      | Ian Kerr (BAH)                                                                 | 20.83      |
| 400 metros                  | Nathon Allen (JAM)                                                                     | 45.39      | Michael Cherry (USA)                                                  | 45.50      | Warren Hazel (SKN)                                                             | 45.81      |
| 800 metros                  | Isaiah Harris (USA)                                                                    | 1:47.52    | Chris Sanders (USA)                                                   | 1:47.77    | Corey Bellemore (CAN)                                                          | 1:47.88    |
| 1 500 metros                | Henry Wynne (USA)                                                                      | 3:51.81    | Mike Tate (CAN)                                                       | 3:51.91    | Thomas Awad (USA)                                                              | 3:54.51    |
| 5 000 metros                | Patrick Corona (USA)                                                                   | 15:18.26   | Sydney Gidabuday (USA)                                                | 15:21.16   | Alberto Gonzalez (GUA)                                                         | 15:31.17   |
| 10 000 metros               | Erik Peterson (USA)                                                                    | 30:28.74   | Ian La Mere (USA)                                                     | 30:33.68   | Alberto Gonzalez (GUA)                                                         | 31:41.60   |
| 20 km marcha atlética       | José Alejandro Barrondo (GUA)                                                          | 1:34:32.01 | Anthony Peters (USA)                                                  | 1:35:04.77 | Gerson Navas (ESA)                                                             | 1:35:24.48 |
| 110 metros barreiras        | William Barnes (PUR)                                                                   | 13.53      | Freddie Crittenden (USA)                                              | 13.53      | Aaron Malett (USA)                                                             | 13.67      |
| 400 metros barreiras        | Khalifah Rosser (USA)                                                                  | 49.25      | José Gaspar (CUB)                                                     | 49.92      | Juander Santos (DOM)                                                           | 50.02      |
| 3.000 metros com obstáculos | Antoine Thibeault (CAN)                                                                | 8:55.96    | Michael Erb (USA)                                                     | 9:12.25    | Brandon Allen (CAN)                                                            | 9:18.81    |
| 4×100 metros estafetas      | Estados Unidos · Devin Jenkins · Christian Coleman · Kendal Williams · Fredrick Kerley | 38.63      | Jamaica · Ajamu Graham · Nathon Allen · Rohan Cole · Renard Howell    | 39.25      | Bahamas · Anthony Adderley · Tadashi Pinder · Stephen Newbold · Ian Kerr       | 39.85      |
| 4×400 metros estafetas      | Estados Unidos · Dontavius Wright · Robert Grant · Khalifah Rosser · Michael Cherry    | 3:00.89    | Jamaica · Twain Crooks · Martin Manley · Keeno Burrell · Nathon Allen | 3:04.11    | Bahamas · Maverick Bowleg · Ashley Riley · Janeko Cartwright · Stephen Newbold | 3:04.74    |
| Salto em altura             | Avion Jones (USA)                                                                      | 2.22 m     | Hiawatha Carter (USA)                                                 | 2.19 m     | Alhaji Manasray (CAN)                                                          | 2.13 m     |
| Salto com vara              | Devin King (USA)                                                                       | 5.10 m     | Jorge Luna (MEX)                                                      | 5.10 m     | Abbey Alcon (DOM)                                                              | 4.90 m     |
| Salto em comprimento        | Ifeanyichukwu Otuonye (TCA)                                                            | 7.88 m     | Jonathan Addison (USA)                                                | 7.80 m     | KeAndre Bates (USA)                                                            | 7.77 m     |
| Salto triplo                | Eric Sloan (USA)                                                                       | 16.15 m    | Lathone Collie (BAH)                                                  | 15.80 m    | Jeremiah Green (USA)                                                           | 15.04 m    |
| Arremesso de peso           | Braheme Days, Jr. (USA)                                                                | 19.36 m    | Josh Freeman (USA)                                                    | 19.27 m    | Eldred Henry (IVB)                                                             | 19.11 m    |
| Lançamento de disco         | Brian Williams (USA)                                                                   | 58.00 m    | Sam Mattis (USA)                                                      | 57.40 m    | Eldred Henry (IVB)                                                             | 56.45 m    |
| Lançamento do martelo       | Diego del Real (MEX)                                                                   | 74.55 m    | Rudy Winkler (USA)                                                    | 73.00 m    | Alexander Young (USA)                                                          | 67.43 m    |
| Lançamento do dardo         | Curtis Thompson (USA)                                                                  | 79.28 m    | David Carreon (MEX)                                                   | 76.25 m    | Janiel Craigg (BAR)                                                            | 75.62 m    |
| Decatlo                     | Rostam Turner (CAN)                                                                    | 7701pts    | Cody Walton (USA)                                                     | 7409pts    | Zachary Bornstein (CAN)                                                        | 7169pts    |

### Feminino
| Evento                      | Ouro                                                                            | Ouro     | Prata                                                                           | Prata    | Bronze                                                                       | Bronze   |
| --------------------------- | ------------------------------------------------------------------------------- | -------- | ------------------------------------------------------------------------------- | -------- | ---------------------------------------------------------------------------- | -------- |
| 100 metros                  | Sashalee Forbes (JAM)                                                           | 11.51    | Shayla Sanders (USA)                                                            | 11.52    | Carmiesha Cox (BAH)                                                          | 11.76    |
| 200 metros                  | Kali Davis-White (JAM)                                                          | 22.66    | Arialis Gandulla (CUB)                                                          | 23.36    | Robin Reynolds (USA)                                                         | 23.40    |
| 400 metros                  | Chrisann Gordon (JAM)                                                           | 51.02    | Jaide Stepter (USA)                                                             | 52.51    | Sonikqua Walker (JAM)                                                        | 52.69    |
| 800 metros                  | Lisneydis Veitia (CUB)                                                          | 2:02.02  | Jenna Westaway (CAN)                                                            | 2:03.90  | Sahily Diago (CUB)                                                           | 2:04.20  |
| 1 500 metros                | Jenna Westaway (CAN)                                                            | 4:16.03  | Mary Cain (USA)                                                                 | 4:16.86  | Regan Yee (CAN)                                                              | 4:19.16  |
| 5 000 metros                | Lauren La Rocco (USA)                                                           | 16:57.27 | Angelin Figueroa (PUR)                                                          | 18:36.88 | Wendy Ascencio (ESA)                                                         | 19:15.88 |
| 10 000 metros               | Chelsea Blaase (USA)                                                            | 35:30.87 | Olivia Pratt (USA)                                                              | 36:17.28 | Wendy Ascencio (ESA)                                                         | 40:17.85 |
| 10 km marcha atlética       | Yesenia Miranda (ESA)                                                           | 49:24.70 | Molly Josephs (USA)                                                             | 53:34.86 | Karin Vicente (GUA)                                                          | 55:09.10 |
| 100 metros barreiras        | Jasmine Quinn (PUR)                                                             | 12.78    | Pedrya Seymour (BAH)                                                            | 12.83    | Alexis Perry (USA)                                                           | 13.12    |
| 400 metros barreiras        | Kiah Seymour (USA)                                                              | 56.19    | Autumne Franklin (USA)                                                          | 56.36    | Tia-Adana Belle (BAR)                                                        | 57.16    |
| 3.000 metros com obstáculos | Regan Yee (CAN)                                                                 | 10:38.79 | Paige Kouba (USA)                                                               | 10:38.84 | Irma Aldana (ESA)                                                            | 12:05.43 |
| 4×100 metros estafetas      | Estados Unidos · Robin Reynolds · Shayla Sanders · Deanna Hill · Shayla Sanders | 42.93    | Jamaica · Chanice Bonner · Kali Davis-White · Sashalee Forbes · Sonikqua Walker | 43.63    | Bahamas · Pedrya Seymour · Tayla Carter · Danielle Gibson · Carmiesha Cox    | 45.17    |
| 4×400 metros estafetas      | Estados Unidos · Carly Muscaro · Jaide Stepter · Kiah Seymour · Shakima Wimbley | 3:28.45  | Jamaica · Sonikqua Walker · Dawnlee Lonely · Samantha James · Chrisann Gordon   | 3:32.06  | Canadá · Taysia Radoslav · Jenna Westaway · Medeleine Price · Maïté Bouchard | 3:44.45  |
| Salto em altura             | Akela Jones (BAR)                                                               | 1.91 m   | Loretta Blaut (USA)                                                             | 1.81 m   | Georgia Ellenwood (CAN)                                                      | 1.78 m   |
| Salto com vara              | Megan Clark (USA)                                                               | 4.40 m = | Yaritza Diaz (PUR)                                                              | 3.70 m   |                                                                              |          |
| Salto em comprimento        | Quanesha Burks (USA)                                                            | 6.74 m   | Akela Jones (BAR)                                                               | 6.74 m   | Alexis Perry (USA)                                                           | 6.66 m   |
| Salto triplo                | Dannielle Gibson (BAH)                                                          | 13.54 m  | Simone Charley (USA)                                                            | 13.50 m  | Danielle McQueen (USA)                                                       | 12.98 m  |
| Arremesso de peso           | Raven Saunders (USA)                                                            | 18.49 m  | Sahily Viart (CUB)                                                              | 17.42 m  | Erin Farmer (USA)                                                            | 16.43 m  |
| Lançamento de disco         | Shelbi Vaughn (USA)                                                             | 57.20 m  | Tera Novy (USA)                                                                 | 55.70 m  | Agnes Esser (CAN)                                                            | 51.50 m  |
| Lançamento do martelo       | Becky Famurewa (USA)                                                            | 61.03 m  | Monique Griffiths (USA)                                                         | 60.21 m  | Agnes Esser (CAN)                                                            | 58.44 m  |
| Lançamento do dardo         | Yulenmis Aguilar (CUB)                                                          | 57.09 m  | Sarah Firestone (USA)                                                           | 53.96 m  | Jessie Merckle (USA)                                                         | 53.28 m  |
| Heptatlo                    | Taliyah Brooks (USA)                                                            | 5609 pts | Clairwin Dameus (USA)                                                           | 5087 pts | Lyxandra Geerman (ARU)                                                       | 3998 pts |

## Quadro de medalhas
A contagem de medalhas foi publicada. 
| Ordem | País                     | Medalha de ouro | Medalha de prata | Medalha de bronze | Total |
| ----- | ------------------------ | --------------- | ---------------- | ----------------- | ----- |
| 1     | Estados Unidos           | 25              | 26               | 11                | 62    |
| 2     | Jamaica                  | 4               | 4                | 1                 | 9     |
| 3     | Canadá                   | 4               | 2                | 9                 | 15    |
| 4     | Cuba                     | 3               | 3                | 1                 | 7     |
| 5     | Porto Rico               | 2               | 2                | 0                 | 4     |
| 6     | Bahamas                  | 1               | 2                | 5                 | 8     |
| 7     | México                   | 1               | 2                | 0                 | 3     |
| 8     | Barbados                 | 1               | 1                | 3                 | 5     |
| 9     | El Salvador              | 1               | 0                | 4                 | 5     |
| 10    | Guatemala                | 1               | 0                | 3                 | 4     |
| 11    | Turcas e Caicos          | 1               | 0                | 0                 | 1     |
| 12    | República Dominicana     | 0               | 2                | 2                 | 4     |
| 13    | Ilhas Virgens Britânicas | 0               | 0                | 2                 | 2     |
| 14    | Aruba                    | 0               | 0                | 1                 | 1     |
| 14    | São Cristóvão e Neves    | 0               | 0                | 1                 | 1     |
| Total | Total                    | 44              | 44               | 43                | 131   |

## Participação
De acordo com uma contagem não oficial, 305 atletas de 28 países participaram.  Os únicos países elegíveis que não participaram foram Dominica, Granada e Santa Lúcia.
| - Anguila (1) - Antígua e Barbuda (4) - Aruba (2) - Bahamas (14) - Barbados (9) - Belize (8) - Bermudas (2) | - Ilhas Virgens Britânicas (7) - Canadá (32) - Ilhas Caimã (1) - Costa Rica (18) - Cuba (9) - República Dominicana (8) - Haiti (2) | - Honduras (1) - Guatemala (12) - Jamaica (32) - México (9) - Monserrate (1) - Nicarágua (2) - Porto Rico (8) | - São Cristóvão e Neves (5) - São Vicente e Granadinas (4) - El Salvador (25) - Trinidad e Tobago (11) - Turcas e Caicos (1) - Estados Unidos (75) - Ilhas Virgens Americanas (2) |

Legenda
| Recorde mundial       | Recorde mundial (World record)               |                       | Recorde africano                      | Recorde africano (African) |                                           | Q | Classificado por posição (Qualified) |
| Recorde do campeonato | Recorde do campeonato (Championship record)  | Recorde da América    | Recorde da América (Americas)         | q                          | Classificado por melhor tempo (Qualified) |   |                                      |
| Melhor marca do ano   | Melhor marca do ano (World leading)          | Recorde asiático      | Recorde asiático (Asian)              | DNS                        | Não largou (Did not start)                |   |                                      |
| Recorde nacional      | Recorde nacional (National record)           | Recorde europeu       | Recorde europeu (European)            | DNF                        | Não terminou (Did not finish)             |   |                                      |
| Recorde pessoal       | Recorde pessoal do atleta (Personal best)    | Recorde da Oceania    | Recorde da Oceania (Oceania)          | DSQ / DQ                   | Desclassificado (Disqualified)            |   |                                      |
| Recorde da temporada  | Recorde da temporada do atleta (Season best) | Recorde sul-americano | Recorde sul-americano (South America) | NM                         | Sem marca (No mark)                       |   |                                      |